# Li Yanan
Li Yanan (27 aprile 1994) è una judoka cinese.

## Palmares
- Campionati asiatico-pacifici di judo

Fujairah 2019: oro nei 48 kg.

### Vittorie nel circuito IJF
| Data             | Località | Paese | Categoria |
| ---------------- | -------- | ----- | --------- |
| 18 novembre 2016 | Qingdao  | Cina  | Gran Prix |